# Histoire des patriarches de l'Église d'Alexandrie

L'Histoire des patriarches de l'Église d'Alexandrie (en arabe Ta'rikh Baṭārikat al-Kanīsah al-Miṣrīyah), en fait à l'origine Biographies de la Sainte Église (Siyar al-Bī'ah al-Muqaddasah), est un ouvrage historiographique majeur de la tradition de l'Église copte. Il s'agit de l'équivalent pour le patriarcat copte de ce qu'est le Liber Pontificalis pour la papauté romaine : un recueil des biographies de tous les patriarches successifs, rédigées, puis compilées, à différentes époques. Ces biographies sont toutes en arabe. Le recueil nous est parvenu dans deux recensions divergentes, l'une désignée par les spécialistes comme « recension primitive », l'autre comme « vulgate ». La tradition d'ajouter des biographies au recueil a été poursuivie jusqu'au XXe siècle.

## Genèse du recueil
Selon la tradition exprimée dans les préfaces et textes joints aux biographies dans les manuscrits, l'auteur du premier recueil qui fut enrichi par les générations suivantes fut l'évêque Sévère d'Achmounein (Xe siècle) : il aurait été le compilateur et le traducteur en arabe des biographies allant jusqu'à celle de Chenouda Ier (mort en 880). Sévère d'Achmounein est connu comme le premier écrivain de l'Église copte à avoir écrit principalement en arabe. Ensuite, le relais aurait été pris par l'évêque Michel de Tinnis (XIe siècle), pour la période 880-1046 (mort du patriarche Chenouda II) ; puis par le diacre alexandrin Mawhūb ibn Manṣūr ibn Mufarrij (v. 1025-v.1100), auteur des biographies de Christodule et Cyrille II (1047-1092) ; par son successeur Yūḥannā ibn Sa'īd, rédacteur des trois biographies suivantes (1092-1145) ; puis par le patriarche Marc III, biographe de ses deux prédécesseurs sur le trône patriarcal (1145-1166).
Cette reconstitution traditionnelle a été remise en cause par l'historien Johannes den Heijer. Selon lui, le premier concepteur du recueil serait le diacre Mawhub, qui serait le premier rédacteur de biographies de patriarches en arabe, et d'une façon générale le premier historiographe copte en langue arabe. Sévère d'Achmounein n'aurait joué aucun rôle dans la composition de l'ouvrage.
Le travail de Mawhub est ainsi restitué : en mars/avril de l'an 1088 (mois de baramhāt de l'an 804 du calendrier copte), se trouvant au monastère d'Abū Maqār avec son collaborateur le diacre Abou Habib Miha'il ben Badir de Damanhur, il découvre un manuscrit copte contenant les dix biographies de Michel de Tinnis (biographies 56 à 65 du recueil, rédigées primitivement en copte d'après une notice du manuscrit Paris. ar. 303) ; ensuite les deux hommes se rendent au monastère de Nahyā, où ils recueillent les textes correspondant aux Vies 1-42 et 47-55 ; les Vies 43-46 sont trouvées plus tard au monastère Saint-Tadrūs (Dayr al-Amir Tadrus). Ce n'est qu'après 1094 que Mawhub, ayant achevé la rédaction arabe des Vies 1-42 (et n'ayant pas encore trouvé les Vies 43-46), compose la première notice de présentation du recueil. Après l'achèvement de la séquence 1-65, il rédige directement en arabe les Vies 66 et 67, et commence même la 68 (celle du patriarche Michel IV), comme il le précise dans une notice insérée entre la 55 et la 56, où il indique également qu'il a divisé le recueil en volumes et parties.
La constitution du premier recueil, et l'établissement du texte arabe des Vies 1 à 65, seraient donc l'œuvre de Mawhub. Le matériau précédent était tout entier en copte, éventuellement traduit à l'origine de sources grecques (notamment Eusèbe de Césarée) pour les premiers siècles. Voici la liste des cinq premiers auteurs, établie par Alfred von Gutschmid et plus récemment par David W. Johnson, se fondant sur des notices dispersées dans le recueil : 
1. le scribe Mennas ou Mīnā (Ve siècle), à l'origine des Vies 1-24 ;
2. l'archidiacre Georges ou Ğirğah (début du VIIIe siècle) pour les Vies 25-42 et le début de la 43 ;
3. le moine Jean ou Yūḥannā Ier (vers 770) pour la fin de la Vie 43 et les Vies 43-46 ;
4. le moine Jean ou Yūḥannā II (fin du IXe siècle) pour les Vies 47-55 ;
5. l'évêque Michel de Tinnis (1051) pour les Vies 56-65.

## Transmission en Occident
En 1713, l'abbé Eusèbe Renaudot publia à Paris une Historia Patriarcharum Alexandrinorum Jacobitarum a D. Marco usque ad finem sæculi XIII. cum catalogo sequentium Patriarcharum, & collectaneis historicis ad ultima tempora spectantibus. Inferuntur multa ad res Ecclesiasticas Jacobitarum Patriarchatus Antiocheni, Æthiopiæ, Nubiæ & Armeniæ pertinentia. Accedit Epitome Historiæ Muhamedanæ ad illustrandas res Ægyptiacas. Omnia collecta ex Auctoribus Arabicis, Severo Episcopo Aschmoniæ, Michaele Episcopo Taneos, Ephræm filio Zaraa, Abulbircæ & aliis Anonymis: tum ex editis Eutychio, Elmacino, Abulfaragio, Chronico Orientali, diversisque Historiæ Muhamedanæ Scriptoribus Arabicis & Persicis (Severus Episcopus Aschmoniæ = Sévère d'Achmounein ; Michael Episcopus Taneos = Michel de Tinnis).

## Éditions du texte
- Christian F. Seybold (éd.), Severus ben el-Moqaffa'. Historia Patriarcharum Alexandrinorum I, 2 vol., CSCO 52-59, Script. Arab. 8-9, Beyrouth/Paris, 1904-1910 (réimpr. 1962).
- Id. (éd.), Severus ibn al-Muqaffa'. Alexandrinische Patriarchengeschichte von S. Marcus bis Michael I (61-767), nach der ältesten 1266 geschriebenen Hamburger Handschrift im arabischen Urtext herausgegeben, Hambourg, 1912 (« Urtext » = « recension primitive »).
- Basil T. A. Evetts (éd.), History of the Patriarchs of the Coptic Church of Alexandria, PO 2 (t. 1, fasc. 2) : de saint Marc à Théonas ; PO 4 (t. 1, fasc. 4) : de Pierre Ier à Benjamin Ier ; PO 21 (t. 5, fasc. 1) : d'Agathon à Michel Ier ; PO 50 (t. 10, fasc. 5) : de Mennas à Joseph (mort en 849) ; texte arabe et traduction anglaise, Firmin-Didot, Paris, 1906-1915 (réimpr. 1 vol. 1948).
- History of the Patriarchs of the Egyptian Church, known as the History of the Holy Church, by Sawirus ibn al-Mukaffa', Bishop of al-Asmunin (édition bilingue arabe-anglais intégrant l'éd. Evetts en 1 vol., et la poursuivant de vol. 2 à 4) : vol. 2/1 par Yassa 'Abd al-Masih et O. H. E. Burmester (de Michel II à Chenouda Ier) ; vol. 2/2 et 2/3 par Aziz Suryal Atiya, Yassa 'Abd al-Masih et O. H. E. Burmester (de Michel III à Michel IV) ; vol. 3/1, 3/2 et 3/3 par Antoine Khater et O. H. E. Burmester (de Macaire II à Cyrille V, mort en 1929) ; vol. 4/1 et 4/2 par Antoine Khater et O. H. E. Burmester (biographie de Cyrille III ibn Laqlaq, 1216-1243), Société d'archéologie copte, Le Caire, 1943-1974.